# خرمن لگیا
خِرمَن لگیا (اسپانیایی: Germán Leguía‎؛ زادهٔ ۲ ژانویهٔ ۱۹۵۴) بازیکن فوتبال اهل پرو بود.
از باشگاه‌هایی که در آن بازی کرده‌است می‌توان به باشگاه ورزشی فارنسی، باشگاه فوتبال اونیورسیتاریو ده دپورتس، باشگاه فوتبال الچه، باشگاه فوتبال کلن، و باشگاه فوتبال دپورتیوو مونیسیپال اشاره کرد.
وی همچنین در تیم ملی فوتبال پرو بازی کرده‌است.